# Aburina dufayi
Aburina dufayi är en fjärilsart som beskrevs av Pierre E.L. Viette 1979. Aburina dufayi ingår i släktet Aburina och familjen nattflyn. Inga underarter finns listade i Catalogue of Life.